# Batalla de Quíos (1621)
La batalla de Quíos de 1621 fue un combate naval entre una armada cristiana y otra mayor musulmana frente al puerto de la Isla de Quíos, en aguas del imperio otomano, resultando vencedora la primera.

## Antecedentes
En marzo de 1621, seis galeras del almirantazgo del Gran Ducado de Toscana se refugiaron en la isla de Malta para huir de una gran flota combinada otomana que rondaba cerca. Pasada la emergencia, partieron acompañadas de tres galeras y un galeón de la Orden de Malta que el gran maestre Alof de Vignacourt había dispuesto para ellos como refuerzos, capitaneadas por el caballero español Clemente Hidalgo. Dos días después se unió a la comitiva una nao flamenca de los Países Bajos Españoles, que gracias a su artillería y a un viento oportuno había escapado por poco de ser capturada por los otomanos. Al día siguiente se reunieron con dos galeras españolas de Sicilia y dos genovesas de Carlo Doria, duque de Tursi e hijo de Juan Andrea Doria. Los capitanes de las naves se reunieron y, considerándose con fuerzas suficientes para enfrentarse a la armada otomana, resolvieron buscarla y destruirla.
Durante la búsqueda, capturaron una tartana que los otomanos habían enviado para espiar sus movimientos. Por sus ocupantes supieron que los enemigos eran 12 galeras turcas a cargo de Ali Rostán, 6 naos tunecinas del renegado inglés Sampson Denball, antiguo compañero del retirado Jack Ward, y 4 galeotas y 3 tartanas argelinas de Mahomet Escabrig, corsario turco afincado en África y conocido como el "Bravo de Argel", todas tripuladas por jenízaros veteranos. El día 20, la armada cristiana descubrió a la musulmana frente a la isla de Quíos, delante de las mismas costas turcas.

## Batalla
El avistamiento se dio al atardecer, por lo que ambas flotas encendieron los fanales y esperaron a la mañana siguiente. En la flota cristiana se aprovechó para pasar doce tripulantes de la Orden de Malta a la nao flamenca, donde se escondieron en un ardid que habían pensado para compensar su poca tripulación superviviente. Llegada la hora de batallar, los cristianos colocaron al galeón maltés y a la nao flamenca en medio, a las galeras toscanas a la derecha y al resto de las galeras a la izquierda, mientras que los musulmanes se abrieron en diestra formación de media luna. Las flotas comenzaron a cañonearse mutuamente, y durante cuatro horas dispararon sin que ninguna obtuviera la ventaja sobre la otra, con los islámicos intentando un abordaje a los buques de Doria que fue rechazado por los cristianos.
Tres galeras maltesas asediaron la nave de Mahomet antes de ser rechazadas por sus aliados, y mientras tanto otras tantas naves musulmanas asediaron la nao, donde se desveló el plan acordado: la nave izó bandera blanca, y cuando fue abordada con libertad por los turcos, los doce caballeros de Malta salieron de sus escondites y les atacaron, con lo que muchos perecieron y otros se ahogaron al saltar al mar para ponerse a salvo. El combate fue reñido, con un grupo de infantes toscanos abordando atrevidamente varias naves enemigas antes de ser separados y muertos, aunque logrando capturar una nao de Sampson, mientras Doria asediaba naves de Escabrig con las naves españolas y genovesas. Al fin, Rostán y los demás capitanes tocaron retirada y se refugiaron en el puerto de Quíos.